# Karl Garzarolli-Thurnlackh
Karl Jakob Otto Garzarolli-Thurnlackh, eigentlich Karl Garzarolli von Thurnlackh, (* 25. September 1894 in Prag; † 11. September 1964 in Wien) war ein österreichischer Kunsthistoriker.

## Leben und Wirken
Karl Garzarolli-Thurnlackh, Sohn des Chemikers Karl von Garzarolli-Thurnlackh (1854–1906) und dessen aus Linz stammender Ehefrau Mathilde (geborene Trauner), studierte in Wien und Graz Kunstgeschichte und wurde 1920 promoviert. 1919 wurde er Assistent am Landesmuseum Joanneum in Graz, von 1923 bis 1946 Leiter von dessen Kupferstichkabinett und Gemäldesammlung. In Wien habilitierte er sich 1946 und wurde 1949 zum ao. Professor ernannt. 1946/47 war er Direktor der Albertina und von 1947 bis 1959 Direktor der Österreichischen Galerie Wien.
Am 25. März 1924 heiratete er in Aflenz die von hier stammende Schriftstellerin Grete Scheuer (* 6. Juni 1900 in Thörl bei Aflenz; † 23. Februar 1988 in Graz).
Er war u. a. Mitglied der Innviertler Künstlergilde.
Am 11. September 1964 starb Garzarolli-Thurnlackh kurz vor Vollendung seines 70. Geburtstages und wurde am 14. September 1964 auf dem Sieveringer Friedhof (Gruppe 36, Reihe 3, Nummer 8) bestattet.